# Meadow Lane
O Meadow Lane Stadium (mais conhecido simplesmente como Meadow Lane) é um estádio de futebol centenário que fica em Nottingham, na Inglaterra. É a casa do Notts County, com uma capacidade de 21.300 lugares, mas a capacidade atual é de 19.841 lugares devido a requisitos de segurança.
Meadow Lane situa-se a 275 metros de distância do estádio City Ground, casa do Nottingham Forest. Por essa razão são os estádios mais próximos na Inglaterra e o segundo mais próximos do Reino Unido.